# Decimo Dottore
Il Decimo Dottore è la decima incarnazione del protagonista di Doctor Who, interpretato dall'attore scozzese David Tennant a partire dal 2005.
È il personaggio rimasto più a lungo nella serie degli anni duemila, essendo apparso nell'ultimo episodio della prima stagione, in tre stagioni complete, in otto episodi speciali e, quasi quattro anni dopo la conclusione della sua continuity, nell'episodio commemorativo Il giorno del Dottore, per un totale di 49 episodi. Inoltre è anche apparso in due episodi dello spin-off Le avventure di Sarah Jane
Nella numerazione è considerato il "Decimo", ma in realtà è l'undicesima incarnazione del Dottore, contando il War Doctor, la rigenerazione che si è creata tra l'Ottavo e il Nono Dottore; dopo gli eventi di La fine del viaggio diventa tecnicamente la dodicesima incarnazione.

## Biografia del personaggio
(Intercalare tipico del Decimo Dottore)
Nell'ultimo episodio della prima stagione, salvando Rose Tyler dalla mortale energia del vortice del tempo, il Nono Dottore si rigenera in un nuovo corpo, lasciando all'improvviso la ragazza con quello che a lei, in un primo momento, sembra solo uno sconosciuto.
Nell'episodio natalizio successivo il Decimo Dottore rimane a riposarsi a causa della rigenerazione che lo ha indebolito mentre una specie aliena, i Sycorax, tenta l'invasione della Terra. Fortunatamente il Dottore si risveglia appena in tempo per sfidare a duello il loro capo, che durante lo scontro riesce a mozzargli una mano. Fortunatamente il ciclo di rigenerazione non si era ancora concluso completamente, il che permette al Signore del Tempo di far ricrescere immediatamente una nuova mano, vincendo così il duello. Dopo aver costretto Harriet Jones a dimettersi dalla carica di Primo Ministro dopo che la donna ordina la morte dei Sycorax in ritirata (che lui vede come un ingiusto e brutale massacro), il Dottore riprende i suoi viaggi con Rose.

### Seconda stagione
Durante la seconda stagione il Dottore affronta per la prima volta Torchwood, un'organizzazione che per difendere la Gran Bretagna da minacce aliene sfrutta senza scrupoli le tecnologie extraterrestri e non evita l'uso della violenza. Il Dottore rivede dopo molti anni Sarah Jane Smith, sua vecchia compagna di viaggio nella serie classica, insieme al suo cane robot K-9. Scopre inoltre un universo parallelo nel quale il padre di Rose è ancora vivo, ma dove assistono alla rinascita dei Cybermen, storici avversari del Dottore.
Nel doppio episodio finale milioni di Cybermen, sfruttando Torchwood, riescono a varcare la soglia che separa i due universi ed invadono la Terra, venendosi però a scontrare con un analogo tentativo di conquista da parte dei Dalek.
Il Dottore intrappola Dalek e Cybermen nel vuoto che separa i due universi, ma per errore Rose rimane bloccata nell'universo alternativo, in compagnia dei genitori ma irrimediabilmente separata dal Dottore. Tutto ciò che il Dottore riesce a fare è proiettare brevemente un proprio ologramma nella breccia tra i due mondi, che si sta definitivamente chiudendo, e dire addio a Rose. Sfortunatamente la comunicazione si interrompe appena prima che Rose e il Dottore riescano ad esprimere i propri reciproci sentimenti.

### Terza stagione
Proprio dopo l'addio a Rose il Dottore si ritrova nel suo TARDIS una sposa. L'episodio in questione è il primo episodio di Donna Noble che a partire dalla quarta stagione diventerà la compagna del Dottore. Dopo l'episodio di natale del 2006 inizia la terza stagione dove il Dottore incontra Martha Jones e iniziano a viaggiare insieme. Durante l'undicesimo episodio della stagione il Decimo Dottore incontra il capitano Jack Harkness, già compagno del Nono Dottore per cinque episodi della prima stagione, divenuto capo della sezione Torchwood di Cardiff. In questo episodio il Decimo Dottore, Martha Jones e Jack Harkness incontrano Il Maestro, un vecchio nemico del Dottore fin dalla terza incarnazione. Nell'ultimo episodio della terza stagione Il Maestro governa il mondo e imprigiona il Dottore. Solo Martha riesce a scappare e alla fine riesce a liberare il Dottore che decide di perdonare il Maestro che però viene ucciso dalla sua compagna umana. Dopo aver visto l'impero creato dal Maestro (che il Dottore riesce a cancellare dal tempo) Martha e Jack decidono di proseguire per le loro strade, Martha resta accanto alla sua famiglia mentre Jack decide di rimanere a Cardiff e di occuparsi della gestione del Torchwood, lasciando Il Dottore da solo.

### Quarta stagione
La quarta stagione caratterizza Donna Noble come compagna ufficiale del Decimo Dottore. Durante questa stagione Il Dottore e Donna incontreranno di nuovo Martha Jones e ci sarà il primo incontro del Dottore con River Song che invece è al suo ultimo incontro. Durante l'undicesima puntata Donna incontra in un universo parallelo Rose Tyler. Dopo averlo detto al Dottore, quest'ultimo capisce che l'universo è in pericolo. Durante gli ultimi due episodi si scopre infatti che i Dalek hanno creato un nuovo impero grazie anche al loro creatore Davros e hanno causato lo spostamento della Terra e di altri pianeti per prenderne il controllo. Durante l'invasione il Dottore viene ferito gravemente ma grazie alla mano  che ha perso in passato riesce a rigenerarsi senza cambiare corpo e faccia. Dopo che Donna tocca la mano si crea una copia del Decimo Dottore che è però metà umano e metà Signore del Tempo. Il Dottore si riunisce poi con Martha, Rose (che dopo vari tentativi è riuscita a tornare nel suo universo), Sarah Jane e Jack Harkness. Prima che i Dalek riescano a far esplodere la bomba anti-realtà che distruggerebbe ogni atomo esistente, Donna riesce a bloccare l'innesco in quanto anche lei, toccandone la mano, ha assimilato la mente del Dottore. Dopo aver sconfitto i Dalek, Il Dottore riporta Rose nel suo universo insieme al suo clone che, essendo umano, potrà vivere una vita felice insieme alla sua amata. Infine, per salvare la vita a Donna, dato che l'aver assorbito le sue facoltà mentali la pone in pericolo di vita a causa del fatto che la mente umana non può gestire tutte le conoscenze di un Signore del Tempo, le toglie tutti i ricordi legati a lui e alle sue avventure per inibire il potenziale intelletivo in eccesso. Riporta Donna a casa da suo nonno e sua madre, infine il Decimo Dottore rimane ancora da solo e la sua fine è vicina.

### Speciali 2008-2010
(Il Decimo Dottore parlando con Wilfred nello speciale natalizio La fine del tempo)
Da natale 2008 a gennaio 2010 vengono trasmessi 5 speciali di un'ora dedicati alla conclusione delle avventure del Decimo Dottore. Nel primo episodio dal titolo Un altro Dottore il Dottore incontra nell'800 i Cybermen provenienti dalla battaglia di Canary Wharf e Jackson, un uomo convinto di essere il Dottore. Nel secondo episodio viene predetto al Dottore che il giorno della sua morte sentirà un battito di quattro colpi. Il terzo episodio, L'acqua di Marte, è ambientato nel 2059, dove il Dottore tenta di cambiare il futuro ad un gruppo di astronauti. Alla fine dell'episodio il Decimo Dottore, che ha fallito nel suo intento, capisce di essere stato troppo superbo e che il suo tempo è ormai agli sgoccioli. Negli ultimi due episodi, La fine del tempo (Prima parte e seconda parte), il Decimo Dottore dovrà vedersela con la profezia riguardante la sua ultima battaglia, secondo la quale il responsabile della sua morte busserà quattro volte. In questi episodi il Maestro riuscirà a resuscitare e trasformerà ogni essere umano in lui (tranne Donna e suo nonno Wilfred). Il Maestro diventa quindi padrone assoluto della Terra ed il Dottore e il nonno di Donna devono trovare un modo per fermarlo, ma il Maestro riesce a riportare indietro i Signori del Tempo dall'Ultima Grande Guerra del Tempo, poco prima che il Dottore li distruggesse. Alla fine, il Decimo Dottore si trova tra l'eterno avversario ed i Signori del Tempo, i quali vogliono distruggere l'universo con l'Ultima Sanzione, che permetterà ai Signori del Tempo di evolversi in creature di pura coscienza; inoltre, dopo aver riportato il genere umano alla normalità, precisano che il Maestro non si evolverà con loro. Il Dottore ha la possibilità di uccidere il Maestro, oppure Rassilon, il presidente dei Signori del Tempo, il cui collegamento tra i due è ciò che sta permettendo ai Signori del Tempo di ritornare, ma invece di uccidere una delle due parti, sceglie di intrappolare di nuovo i suoi simili. Ma mentre Rassilon cerca di uccidere il Dottore, quest'ultimo viene salvato dal Maestro, che sentendosi tradito e usato dai suoi simili, che non volevano farlo evolvere con loro, si sacrifica. Dopo aver vinto, il Decimo Dottore, speranzoso ed incredulo di essere ancora vivo, sente i quattro rintocchi, questi battiti provengono dalla cabina piena di radiazioni in cui Wilfred è rimasto intrappolato. Il Dottore si sacrifica per il nonno di Donna e assorbe le letali radiazioni. Dopo aver salutato tutti i suoi amici e compagni, compresi Martha, Mickey, la nipote di Joan Redfern, lo stesso Wilfred, il capitano Jack Harkness e l'amata Rose, seppur prima che questa lo incontrasse per la prima volta, alla fine si rigenera all'interno del TARDIS nell'Undicesimo Dottore, pronunciando le parole "non voglio andarmene".

### Altre apparizioni
Il Decimo Dottore torna in un'avventura ambientata tra L'acqua di Marte e La fine del tempo: nell'episodio speciale in occasione del Cinquantenario della serie, Il giorno del Dottore, il Decimo Dottore vive un'avventura assieme all'Undicesimo Dottore e la sua compagna Clara Oswald, nonché alla rigenerazione rinnegata del Dottore, il Dottore Guerriero, ovvero colui che ha combattuto la Guerra del Tempo e che ha distrutto Gallifrey. Dopo aver salvato la Terra dalla minaccia degli Zygon i tre Dottori, grazie a Clara, decidono di cambiare la loro storia personale, non distruggendo la loro razza; con l'aiuto di tutte le loro rigenerazioni passate (e anche con l'intervento di quella futura, il Dodicesimo Dottore), tutti i Dottori con un'azione combinata dei loro TARDIS intrappolano Gallifrey in un universo tasca. Alla fine dell'episodio il Decimo Dottore torna nel suo TARDIS e si dimentica inevitabilmente di questa avventura (a causa della presenza della successiva incarnazione), ritornando ad essere convinto di avere distrutto la propria specie. È presente nel sogno dell'Undicesimo Dottore alla fine dello speciale.
Immagini di lui sono mostrate in L'undicesima ora, Incubo Cyberman, I mariti di River Song, C'era due volte e I bambini senza tempo.

## Aspetto

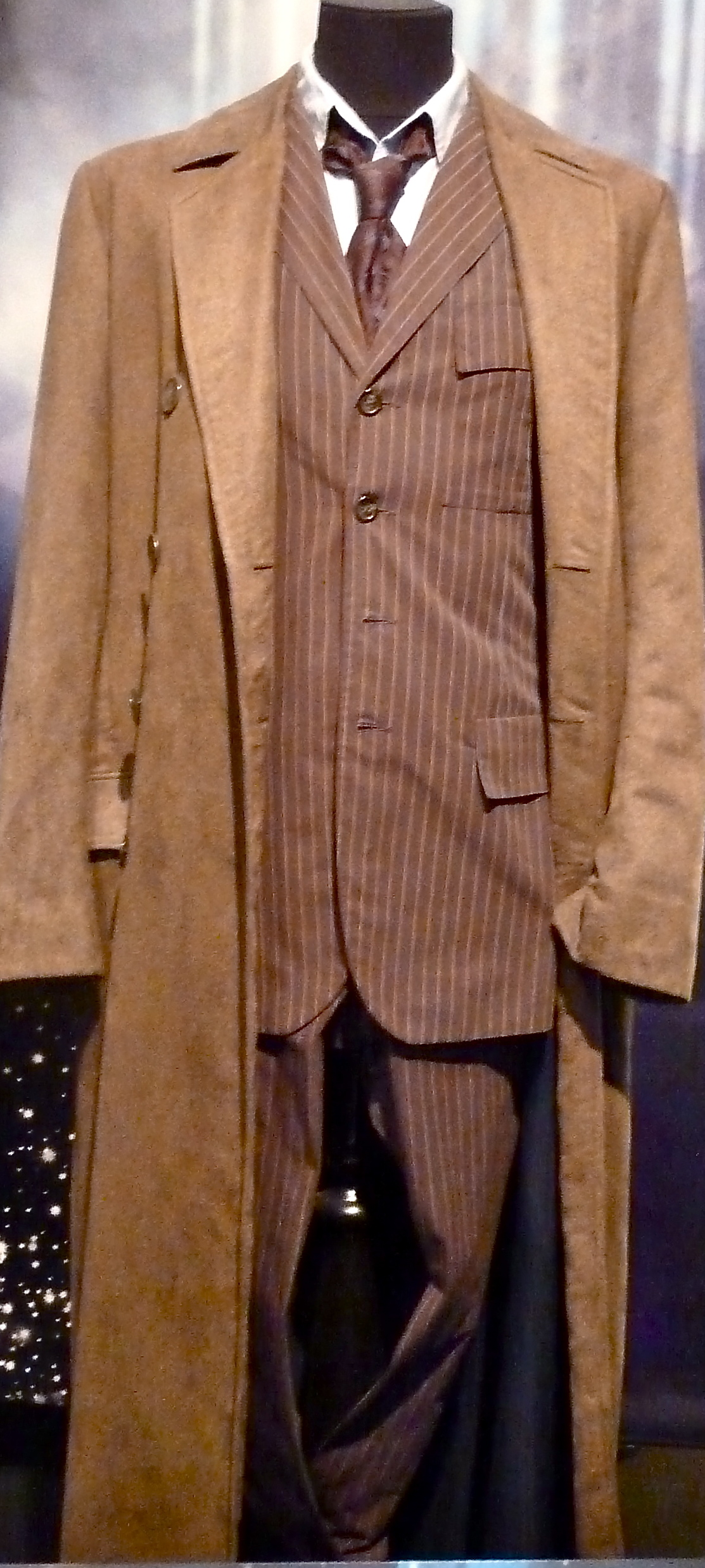
Il vestito del Decimo Dottore alla Doctor Who Experience a Cardiff.

Questa incarnazione del Dottore ha i capelli castani e porta le basette lunghe. Ha anche gli occhi marrone scuro, e viene ritenuto da molti, compresi alcuni suoi compagni di viaggio, "snello ed anche un po' sexy".
Il suo costume di scena venne svelato il 27 luglio 2005. Generalmente indossa un completo casual marrone scuro (a strisce blu) o blu (a strisce rosse), camicia e cravatta, un soprabito marrone (che egli afferma essergli stato regalato da Janis Joplin), e scarpe Converse All-Star di diversi colori, a seconda del vestito indossato. David Tennant e Russell T. Davies ebbero l'idea per il costume del Decimo Dottore ispirandosi ad un vestito indossato da Jamie Oliver nella serie tv Parkinson poco tempo prima che Tennant accettasse il ruolo.
In alcune occasioni il Dottore indossa un paio di occhiali da vista rettangolari con montatura nera, abitudine ereditata dal Quinto Dottore. L'abbigliamento del Decimo Dottore divenne così popolare da avere numerose imitazioni (tra cui una costosa replica del suo cappotto autorizzata dalla BBC), ed il costumista Louis Page disse che si trattava del suo lavoro più riuscito tra quelli da lui eseguiti per Doctor Who.

## Personalità
Questa incarnazione del personaggio è, come le altre, di buoni principi, con un forte senso del dovere. In alcuni casi è infantile, ma anche arrogante, si esprime alla gente con un certo atteggiamento di superiorità. Odia l'uso della violenza e delle armi, e preferisce sempre cercare l'alternativa più pacifica, ma quando si fa trascinare dallo scontro, diventa vendicativo, a tratti persino distruttivo, per sua stessa ammissione lui non concede a nessuno una seconda possibilità. Ama usare l'espressione francese Allons-y, definendola una volta "una frase di potenza, saggezza e consolazione per l’anima nei momenti di bisogno". È anche solito esclamare ripetutamente "Cosa?" quando gli accade qualcosa che non riesce a capire o di sorprendente.
Non disdegna il fascino di una bella donna, ha amato diverse donne nel corso della serie come Elisabetta I d'Inghilterra (che ha sposato accidentalmente) e Madame de Pompadour, ma tra tutte spicca sicuramente Rose Tyler, la sua compagna di viaggio.
Il suo carattere è contraddistinto da una forte rabbia, per ciò che fece durante la Guerra del Tempo, caratteristica che erediterà anche la sua incarnazione futura, e spesso essa, unita alla sua superbia, lo spinge a fare spesso scelte discutibili. Da segnalare che diversamente dalle altre incarnazioni, questa è molto più attaccata alla vita, tanto che l'idea di rigenerarsi lo terrorizzava e tentava disperatamente di evitarla, conscio che pur continuando a vivere non sarebbe più stato lo stesso, smettendo di esistere così com'è. È stato infatti l'unico Dottore ad "abortire" una rigenerazione, dopo essere stato ferito da un Dalek durante l'invasione terrestre: l'Undicesimo Dottore ha poi considerato questa scelta come "problemi di vanità".
Mentre pensa che il suo predecessore sia uno nato dalla rabbia e dalla violenza, ha una particolare preferenza per il Quinto Dottore, ammettendo di aver ripreso alcune sue abitudini. Quando incontra il suo immediato successore, l'Undicesimo Dottore, va abbastanza d'accordo con lui, anche se è all'inizio infastidito dal suo lato estremamente infantile ed è arrabbiato quando afferma di aver dimenticato il numero dei bambini morti il giorno in cui ha distrutto Gallifrey (che invece il Decimo ricorda ancora). Tuttavia collaborano bene insieme, finendosi anche le frasi a vicenda, e si separano amichevolmente. Proprio come il suo successore, il Decimo Dottore temeva e detestava il War Doctor per il suo apparente genocidio nei confronti dei Signori del Tempo. Quando lo incontra insieme all'Undicesimo, è scioccato e a disagio per la sua presenza; tuttavia, dopo la loro avventura ed essere riusciti a salvare Gallifrey, ha imparato a rispettarlo come "Dottore", seppur dimenticandosi di ciò a causa delle linee temporali non sincronizzate.

## Accoglienza
Il Decimo Dottore si rivelò molto ben gradito ai fan della serie, e ricevette applausi dalla critica tanto da essere definito da alcuni una delle migliori incarnazioni del personaggio, se non la migliore fino ad allora, fatto che fece prendere in considerazione alla BBC di terminare il programma nel 2010 all'abbandono di Tennant, poiché sarebbe stato molto difficile trovare un successore adeguato. Nel 2006, i lettori di Doctor Who Magazine elessero Tennant "il miglior Dottore di sempre", superando anche il favorito Tom Baker, interprete del Quarto Dottore. Inoltre, egli vinse il premio National Television Awards come Most Popular Actor sia nel 2006 che nel 2007, ed il premio Outstanding Drama Performance nel 2008 e nel 2010. In un sondaggio indetto da Radio Times nel marzo 2007, il Dottore di Tennant venne nominato il personaggio più "cool" della televisione. Nel 2014, i lettori del Daily Telegraph votarono Tennant il miglior attore ad aver interpretato il ruolo del Dottore.